# Мышкинская улица (Санкт-Петербург)
Мы́шкинская у́лица — улица в Выборгском районе Санкт-Петербурга. Проходит от Ярославского до Удельного проспекта.

## История
Название Мышкинская улица известно с 1887 года, дано по городу Мышкину Ярославской области в ряду близлежащих улиц, наименованных по старинным малым городам России.
Первоначально улица проходила от проспекта Энгельса до железной дороги. Участок от Удельного проспекта до железной дороги упразднён в 1896 году, от проспекта Энгельса до Ярославского проспекта — в 1970-е годы.

## Достопримечательности
- Детский сад № 71